# Ігнатенко Олена Володимирівна
Олена Володимирівна Ігнатенко (нар. 26 вересня 1931 — ?) — українська радянська діячка, новатор виробництва, бригадир малярів будівельного управління № 6 тресту «Макіївжитлобуд» Донецької області. Депутат Верховної Ради УРСР 6—7-го скликань.

## Біографія
На 1960-ті роки — штукатур, бригадир малярів будівельного управління № 6 тресту «Макіївжитлобуд» Донецької області.
Член КПРС.
Потім — на пенсії у місті Макіївці Донецької області.

## Нагороди
- ордени
- медалі